# Sukkerplante
Sukkerplante (Stevia rebaudiana) er en opretvoksende, kompakt staude med modsatte, sødtsmagende og klæbrige blade. Bladenes søde smag skyldes steviolglykosider (hovedsageligt steviosid og rebaudiosid), der gør bladene 15 gange sødere end almindeligt sukker. 

## Beskrivelse
Både over- og undersiderne af bladene er græsgrønne til svagt grågrønne og rundtakkede. Blomstringen er meget rig og sker i sensommeren. Blomsterne sidder i fåtallige småskærme, der er samlet i endestillede stande. Hver enkelt blomst er firetallig, stjerneformet og hvid. Frøene modner dårligt i Danmark.
Planten udvikler et kraftigt, dybtgående rodnet. 
Højde x bredde og årlig tilvækst: 0,75 x 0,30 m (75 x 5 cm/år). I Danmark dog noget mindre.

## Hjemsted
Sukkerplanten stammer fra Brasilien, Argentina og Paraguay. her vokser den vildt i kanten af sumpområder eller vedvarende fugtige græsenge, hvor plantesamfundet er domineret af fugtkrævende græsser som hjertegræs-arter, Saccharum angustifolium (en sukkerrørs-art), og arter af brandbæger og gyldenris. 
Jorden er sandet, ufrugtbar og sur. Klimaet er subtropisk med temperaturer mellem 43 °C og -6 °C. Nedbøren er 1500-1800 mm med en evapotranspiration på 1000 mm.

## Anvendelse
Den oprindelige befolkning, guaraníerne, har brugt planten i århundreder som sødemiddel i deres afkog af paraguaykristtorn (Ilex paraguariensis), maté. I dag forskes der intenst i mulighederne for dyrkning og industriel anvendelse af plantens indhold. 
EU-kommissionen besluttede den 11. november 2011 at godkende steviol og steviaglycosider som fødevaretilsætningsstof. Steviaglycosider er desuden godkendt som fødevaretilsætningsstof og/eller kosttilskud i en lang række andre lande.
Ny dansk forskning indikerer, at Stevia rebaudiana måske kan bruges i behandling af type-2 diabetes, da det aktive stof steviosid menes at have færre bivirkninger end den nuværende behandling. Dog mangler stadig yderligere forskning.

## Formering
Stevia kan formeres via frø eller stiklinger. Stiklingeformering kan ske ved at klippe mindre stiklinger af planten, sætte dem i vand i ca. 3 uger, og når stiklingerne har slået rødder, kan de så plantes over i potter med jord.
| Portal | Portal:Botanik |

## Fodnoter
1. ↑  Begynderhaven – Haven på nettet om formering af stevia plante